# 메이크 유어 스타 오디션
《메이크 유어 스타 오디션》은 2014년부터 2015년까지 유튜브에서 방송된 글로벌 가수 선발 온라인 오디션이다. 우승자는 1년 간 각 분야 전문가들의 개인 트레이닝 기회를 제공받고, 댄스, 보컬, 악기 수업 및 외모관리 등의 특별한 혜택을 얻을 수 있다. 이와 더불어 음반 제작 지원은 물론, 중∙대형 기획사와의 연결 주선 및 온∙오프라인 방송 콘텐츠 제작 및 홍보 등도 지원받게 된다.

## 본선 진출자 순위
| 순위  | 이름   |
| ----- | ------ |
| 1위   | 장호성 |
| Top3  | 김경우 |
| Top3  | 신경아 |
| Top6  | 바비킴 |
| Top6  | 김득수 |
| Top6  | 마대근 |
| Top9  | 오윤지 |
| Top9  | 이민규 |
| Top9  | 정대원 |
| Top12 | 허수정 |
| Top12 | 박수지 |
| Top12 | 하태은 |